# Étang Noir
L'étang Noir se situe sur les communes de Seignosse et de Tosse, dans le département français des Landes (en région Nouvelle-Aquitaine).

## Présentation
L'étang Noir doit probablement son nom à son aspect sombre dû à sa profondeur, ses fonds vaseux et l'ombre faite par les arbres le bordant, mais également par contraste avec son voisin, l'étang Blanc. Il est le point de départ d'un réseau hydrographique complexe : alimenté par le ruisseau de Capdeil, ses eaux se déversent dans l'étang Blanc, puis dans l'étang de Hardy, qui déverse ses eaux dans l'étang de Soustons par le ruisseau de Hardy.

## Intérêt écologique
Les tourbières, prairies humides, forêts mixtes de pins et de chênes constituent une grande variété d'habitats. Le botaniste et naturaliste Jean Rostand a ainsi fait de l'étang Noir un de ses « laboratoires de recherche ». Depuis, l'étang est soumis à plusieurs classements, dont celui de réserve naturelle nationale.

### Classements
L'étang Noir est un site naturel classé par le décret du Conseil d'État du 16 décembre 1968. Ce même décret concerne les étangs Blanc, de Léon et d'Yrieux, de Hourtin et de Carcans, de Lacanau, sous l'appellation « Étangs landais », pour une superficie totale de 612 ha.
La réserve naturelle nationale de l’étang Noir est une réserve naturelle nationale d’une superficie de 52 ha créée le 2 juillet 1974 sur les communes de Seignosse et Tosse. Sa gestion a été confiée par le Préfet au Syndicat Mixte Gestion des milieux naturels.
L'étang est également constitutif du site Natura 2000 (SIC/pSIC) « Zones humides de l'arrière dune du Marensin ».

### Espèces protégées
Le site offre un paysage typique des landes humides, avec notamment la présence du plan d’eau de l’étang Noir et d’une forêt marécageuse traversée par une passerelle de découverte en bois sur pilotis. Cette forêt humide est parsemée d’aulnes et de saules tourmentés, de touffes de carex, des osmondes royales. On peut également rencontrer quelques petites tourbières à la végétation caractéristique (drosera à feuilles rondes). Le site est un habitat pour la loutre d'Europe, la cistude, le vison d'Europe et les libellules, qui sont présents sur ce site et font l’objet d’un suivi particulier.